# Rudolfina
Rudolfina (лат.) — род мух-шароусок из подсемейства Limosininae.

## Описание
Мелкие светло- или тёмно-коричневые мухи длиной 1,4-2,3 мм. На лобной полоске от 3 до 5 интерфронтальных щетинок, передняя из них иногда короче остальных. Орбиты с 1 (редко 2) наклонной щетинкой и 4-10 маленькими щетинками внутри и в нижней части с двумя крепкими, отогнутыми щетинками. Глазковый треугольник с парой крепких щетинок и 3-5 дополнительными маленькими щетинками. Среднеспинка опушенная. Передние бёдра дорсально с 3-5 удлиненными щетинками. Передние голени вентрально с 3-5 удлинёнными щетинками. Задняие голени с небольшой вершинной шпорой. Крылья хорошо развиты, равны или чуть длиннее брюшка. Костальная жилка доходит до места впадения жилки R4+5 или заходит за него. Закрыловая пластинка узкая, задний её край прямой. Стерниты и тергиты брюшка хорошо склеротизированы и щетинистые. Задний и боковые края с многочисленными щетинками. Четвёртый стернит у самцов обычно простой, редко с многочисленными щетинками посередине.

## Биология
Биология малоизвестна. Мухи попадаются на навозе, падали и гниющих остатках растений.

## Классификация
Включает 12 видов.
- Rudolfina bucki Paiero, Marshall, 2020
- Rudolfina cavernicola Marshall & Fitzgerald, 1997
- Rudolfina digitata Marshall, 1991
- Rudolfina exuberata Paiero & Marshall, 2020
- Rudolfina howdeni Paiero & Marshall, 2020
- Rudolfina megepandria Paiero & Marshall, 2020
- Rudolfina newtoni Paiero & Marshall, 2020
- Rudolfina pauca Paiero & Marshall, 2020
- Rudolfina pilosa Paiero & Marshall, 2020
- Rudolfina remiforma Paiero & Marshall, 2020
- Rudolfina rozkosnyi  (Roháček, 1975)
- Rudolfina tumida Paiero & Marshall, 2020

## Распространение
Центром видового богатства является Запад Неарктики. Вид Rudolfina exuberata встречается в Южной Америке. Два вида (Rudolfina rozkosnyi и Rudolfina zhangi) обитают в Палеарктике.